# Slag bij Verneuil
De Slag bij Verneuil was een veldslag, die werd uitgevochten op 17 augustus 1424 tijdens de Honderdjarige Oorlog tussen de legers van Engeland en Bourgondië tegen een gecombineerd leger van Fransen en Schotten.

## Aanloop
Na de Slag bij Azincourt waren de noordelijke Franse gebieden in handen gevallen van de Engelsen. Ondertussen woedde de burgeroorlog tussen de Armagnacs en Bourguignons door in Frankrijk. De Franse koning Karel VII werd alleen erkend in Zuid-Frankrijk. Na de dood van koning Hendrik V van Engeland werd het bestuur van de Engelse gebieden in Frankrijk overgedragen aan zijn broer Jan van Bedford.
Al enkele jaren was er een Schots leger onder leiding van Jan Stuart actief in Frankrijk in de oorlog tegen de Engelsen. Na de nederlaag in de Slag bij Cravant ging Jan Stuart terug naar Schotland om zijn uitgedunde leger aan te vullen. In 1424 keerde hij terug met een leger van 6.500 man om de wankele positie van de Franse koning te versterken.

## Veldslag
In augustus ging het leger van Schotten en Fransen onderweg naar een kasteel in de buurt van Le Mans om het beleg van de Engelsen daar te stoppen. Voor het leger de plaats bereikte had het kasteel zich al overgegeven aan de Engelsen. Na enig beraad besloot het leger om de Engelse bolwerken in Normandië aan te vallen en ze zouden beginnen met Verneuil. Met behulp van een list slaagde het leger erin om de plaats in te nemen.
Toen Jan van Bedford vernam dat Verneuil in de handen was gevallen van de Fransen en Schotten mobiliseerde hij zijn leger om het gecombineerde leger in de regio terug te slaan. Op 17 augustus arriveerde het leger van Bedford bij Verneuil. De Schotten overtuigden de Fransen ervan om slag met de Engelsen te leveren. In een veld ten noorden van Verneuil werd vervolgens slag geleverd. De graaf van Salisbury, Tomas Montacute, kreeg de opdracht van Bedford om het Schotse leger te verslaan. Het geallieerde leger van Fransen en Schotten zag al snel kans om het Engelse leger aan te vallen, toen dat bezig was met enkele voorbereidingen. In hun opportunisme voor een snelle overwinning vielen de Schotten en Fransen aan. Door hun opportunisme maakten ze al snel de fout om hun flanken onbeschermd te laten. Hierdoor kon Bedford vrij gemakkelijk het leger van de zijkant naderen en werd het eenvoudig om het gecombineerde Frans-Schotse leger geheel te verslaan en af te slachten.

## Nasleep
Naar schatting werden er ruim 6000 soldaten gedood tijdens de slag door de Engelsen. Hierdoor zou het jaren duren voor de Schotten weer een sterk leger konden samenstellen om enige bedreiging te vormen voor de Engelsen. Door deze slag werden de koninklijke aspiraties van Karel VII in de grond geboord. Uiteindelijk slaagde Jeanne d'Arc er wel in om de weg naar Reims open te leggen voor de koning.